# Chinasat 11
O Chinasat 11, também conhecido por Zhongxing 11 (ZX-11), é um satélite de comunicação geoestacionário chinês construído pela China Academy of Space Technology (CAST). Ele está localizado na posição orbital de 98 graus de longitude leste e é operado pela China Satellite Communications Corporation. O satélite foi baseado na plataforma DFH-4 bus e sua expectativa de vida útil é de 15 anos.

## Lançamento
O satélite foi lançado com sucesso ao espaço no dia 01 de maio de 2013, por meio de um veículo Longa Marcha 3B/G2 a partir do Centro Espacial de Xichang, na China. Ele tinha uma massa de lançamento de 5 000 kg.

## Capacidade e cobertura
O Chinasat 11 é equipado com 26 transponders em banda C e 16 banda Ku para fornecer comunicações comerciais para a China, Ásia Oriental, Mar da China, Sul da Ásia, Oceano Índico, Oriente Médio, África e Austrália.